# أورو فالي (أريزونا)
أورو فالي (بالإنجليزية: Oro Valley, Arizona)‏ هي بلدة تقع في مقاطعة بيما، أريزونا بولاية أريزونا في الولايات المتحدة. تأسست عام 1974، تبلغ مساحتها 92 (كم²)، وترتفع عن سطح البحر 798.57 م، بلغ عدد سكانها 41011 نسمة في عام 2010 حسب إحصاء مكتب تعداد الولايات المتحدة وتصل الكثافة السكانية فيها 464.8 نسمة/كم2.

## التركيبة السكانية
حدّد مكتب تعداد الولايات المتحدة بيانات التركيبة السكانية لأورو فالي في تعداد الولايات المتحدة. في ما يلي، التركيبة السكانية حسب تعدادي 2000 و2010.

### تعداد عام 2000
بلغ عدد سكان أورو فالي 29,700 نسمة بحسب تعداد عام 2000، وبلغ عدد الأسر 12,249 أسرة وعدد العائلات 9,380 عائلة مقيمة في البلدة. في حين سجلت الكثافة السكانية 327.7 نسمة لكل كيلومتر مربع (848.7/ميل2). وبلغ عدد الوحدات السكنية 13,946 وحدة بمتوسط كثافة قدره 153.9 لكل كيلومتر مربع (398.6/ميل2).
وتوزع التركيب العرقي للبلدة بنسبة 93.10% من البيض و1.06% من الأمريكيين الأفارقة و0.41% من الأمريكيين الأصليين و1.92% من الأمريكيين ذوي الأصول الآسيوية و0.12% من سكان جزر المحيط الهادئ و1.83% من الأعراق الأخرى و1.56% من عرقين مختلطين أو أكثر و7.47% من الهسبانيون أو اللاتينيون من أي عرق.
بلغ عدد الأسر 12,249 أسرة كانت نسبة 28.2% منها لديها أطفال تحت سن الثامنة عشر تعيش معهم، وبلغت نسبة الأزواج القاطنين مع بعضهم البعض 69.8% من أصل المجموع الكلي للأسر، ونسبة 4.9% من الأسر كان لديها معيلات من الإناث دون وجود شريك، بينما كانت نسبة 1.9% من الأسر لديها معيلون من الذكور دون وجود شريكة وكانت نسبة 23.4% من غير العائلات. تألفت نسبة 19.4% من أصل جميع الأسر من عدة أفراد يعيشون في نفس المنزل ونسبة 8.2% كانت تتألف من شخص يعيش بمفرده يبلغ من العمر 65 عاماً أو أكثر. وبلغ متوسط حجم الأسرة المعيشية 2.41، أما متوسط حجم العائلات فبلغ 2.76.
بلغ العمر الوسطي للسكان 45.3 عاماً. وكانت نسبة 21.5% من القاطنين تحت سن الثامنة عشر، وكانت نسبة 4.5% بين الثامنة عشر والرابعة والعشرين عاماً، ونسبة 23.5% كانت واقعةً في الفئة العمرية ما بين الخامسة والعشرين والرابعة والأربعين عاماً، ونسبة 27.7% كانت ما بين الخامسة والأربعين والرابعة والستين، ونسبة 22.2% كانت ضمن فئة الخامسة والستين عاماً فما فوق. يوجد لكل 100 أنثى 94.8 ذكر، ويوجد لكل 100 أنثى في الثامنة عشر من عمرها فما فوق 91.5 ذكر.
بلغ متوسط دخل الأسرة في البلدة 61,037 دولارًا، أما متوسط دخل العائلة فبلغ 67,563 دولارًا. وكان متوسط دخل الذكور 55,522 دولارًا مقابل 31,517 دولارًا للإناث. وسجل دخل الفرد الخاص بالبلدة 31,134 دولارًا. وكانت نسبة 2.4% من العائلات ونسبة 3.1% من السكان تحت خط الفقر، وكان من هؤلاء نسبة 2.1% تحت سن الثامنة عشر ونسبة 2.2% في الخامسة والستين من العمر وما فوق.

### تعداد عام 2010
بلغ عدد سكان أورو فالي 41,011 نسمة بحسب تعداد عام 2010، وبلغ عدد الأسر 17,804 أسرة وعدد العائلات 12,520 عائلة مقيمة في البلدة. في حين سجلت الكثافة السكانية 452.5 نسمة لكل كيلومتر مربع (1,172.0/ميل2). وبلغ عدد الوحدات السكنية 20,340 وحدة بمتوسط كثافة قدره 224.4 لكل كيلومتر مربع (581.2/ميل2).
وتوزع التركيب العرقي للبلدة بنسبة 89.79% من البيض و1.50% من الأمريكيين الأفارقة و0.44% من الأمريكيين الأصليين و3.13% من الأمريكيين ذوي الأصول الآسيوية و0.13% من سكان جزر المحيط الهادئ و2.61% من الأعراق الأخرى و2.39% من عرقين مختلطين أو أكثر و11.54% من الهسبانيون أو اللاتينيون من أي عرق.
بلغ عدد الأسر 17,804 أسرة كانت نسبة 24.7% منها لديها أطفال تحت سن الثامنة عشر تعيش معهم، وبلغت نسبة الأزواج القاطنين مع بعضهم البعض 61% من أصل المجموع الكلي للأسر، ونسبة 6.9% من الأسر كان لديها معيلات من الإناث دون وجود شريك، بينما كانت نسبة 2.5% من الأسر لديها معيلون من الذكور دون وجود شريكة وكانت نسبة 29.7% من غير العائلات. تألفت نسبة 25.1% من أصل جميع الأسر من عدة أفراد يعيشون في نفس المنزل ونسبة 12.6% كانت تتألف من شخص يعيش بمفرده يبلغ من العمر 65 عاماً أو أكثر. وبلغ متوسط حجم الأسرة المعيشية 2.30، أما متوسط حجم العائلات فبلغ 2.74.
بلغ العمر الوسطي للسكان 49.8 عاماً. وكانت نسبة 19.2% من القاطنين تحت سن الثامنة عشر، وكانت نسبة 6.1% بين الثامنة عشر والرابعة والعشرين عاماً، ونسبة 17.7% كانت واقعةً في الفئة العمرية ما بين الخامسة والعشرين والرابعة والأربعين عاماً، ونسبة 31% كانت ما بين الخامسة والأربعين والرابعة والستين، ونسبة 26.1% كانت ضمن فئة الخامسة والستين عاماً فما فوق. وتوزع التركيب الجنسي للسكان بنسبة 47.6% ذكور و52.4% إناث.

## وصلات خارجية
- http://www.orovalleyaz.gov
- The US50 - Cities and Towns in Arizona State
- Arizona Cities and Towns, Facts, Map, Flag, Colleges, Government, and More